# Asamankese
Koordinaten: 5° 51′ 30″ N, 0° 40′ 0″ W
Asamankese ist die Hauptstadt des East Akim District in der Eastern Region des westafrikanischen Staates Ghana. Bei der letzten Volkszählung des Landes vom 26. März 2000 lebten 34.855 Einwohner in der Stadt. Hochrechnungen zum 1. Januar 2007 schätzen die Bevölkerung auf 37.349 Einwohner. Noch bei der Volkszählung des Jahres 1984 wurden 23.077 Einwohner aufgeführt. Noch im Jahr 1970 lag die Bevölkerungszahl lediglich bei 16.905 Einwohnern.
Aktuell liegt die Stadt an der 38. Stelle der Liste der größten Städte in Ghana.

## Töchter und Söhne der Stadt
- Jedidiah Amoako-Ackah (* 1991), ghanaisch-britischer Bahnradsportler